# Syster (namn)
Syster är ett kvinnonamn och betyder helt enkelt 'syster'. Namnet är betydligt ovanligare än det motsvarande mansnamnet Bror och i juli 2007 har endast ett par hundra personer i Sverige Syster som tilltalsnamn.